# Медель, Элена
Эле́на Меде́ль Нава́рро (исп. Elena Medel Navarro; род. 1985, Кордова, Испания) — испанская поэтесса, писательница, литературный критик и редактор. Руководит стихотворным издательством «La Bella Varsovia». Лауреат премии Франциско Умбрала за книгу года.

## Биография
Долгое время изучала латиноамериканскую филологию в Кордовском университете. В 16 лет завоевала премию «Молодая Андалусия» за книгу стихов «Mi primer bikini» (Моё первое бикини). Помимо поэзии, регулярно публикует статьи и заметки в газетах и журналах Кордовы и Андалусии, в газете El País и др. Составила антологию женской эротической прозы (2005). Её стихи представлены во всех антологиях испанской поэзии XXI в., переведены на несколько языков, включая арабский. Так же представлена в многих странах Европы.
Елена Медель опубликовала сборники стихов «Мое первое бикини» (DVD, 2002; переведено на английский и шведский), «Тара» (DVD, 2006) и «Чаттертон» (Visor, 2014), объединенные в «Черный день в доме лжи» (Visor, 2014). 2015 г.); эссе «Волшебный мир» (Ариэль, 2015) и «Все, что вам нужно знать о поэзии» (Ариэль, 2018); и роман «Чудеса» (Anagrama, 2020) в процессе перевода на пятнадцать языков. Среди других наград получила XXVI премию Loewe за молодое творчество, премию Фонда принцессы Жироны 2016 года в категории «Искусство и литература», премию Франсиско Умбраля за книгу года 2020 и стипендию Леонардо для исследователей и создателей культуры 2021 года. от фонда BBVA. Работает редактором и руководит польским поэтическим лейблом La Bella. На данный момент проживает в Мадриде, Испания.

## Работы
- Моё первое бикини/ Mi primer bikini (2001)
- Каникулы/ Vacaciones (2004)
- Tara (2006)
- Un Soplo En El Corazón (2007)
- Chatterton (2014, Premio Loewe молодым поэтам)